# Układ doładowania silnika spalinowego

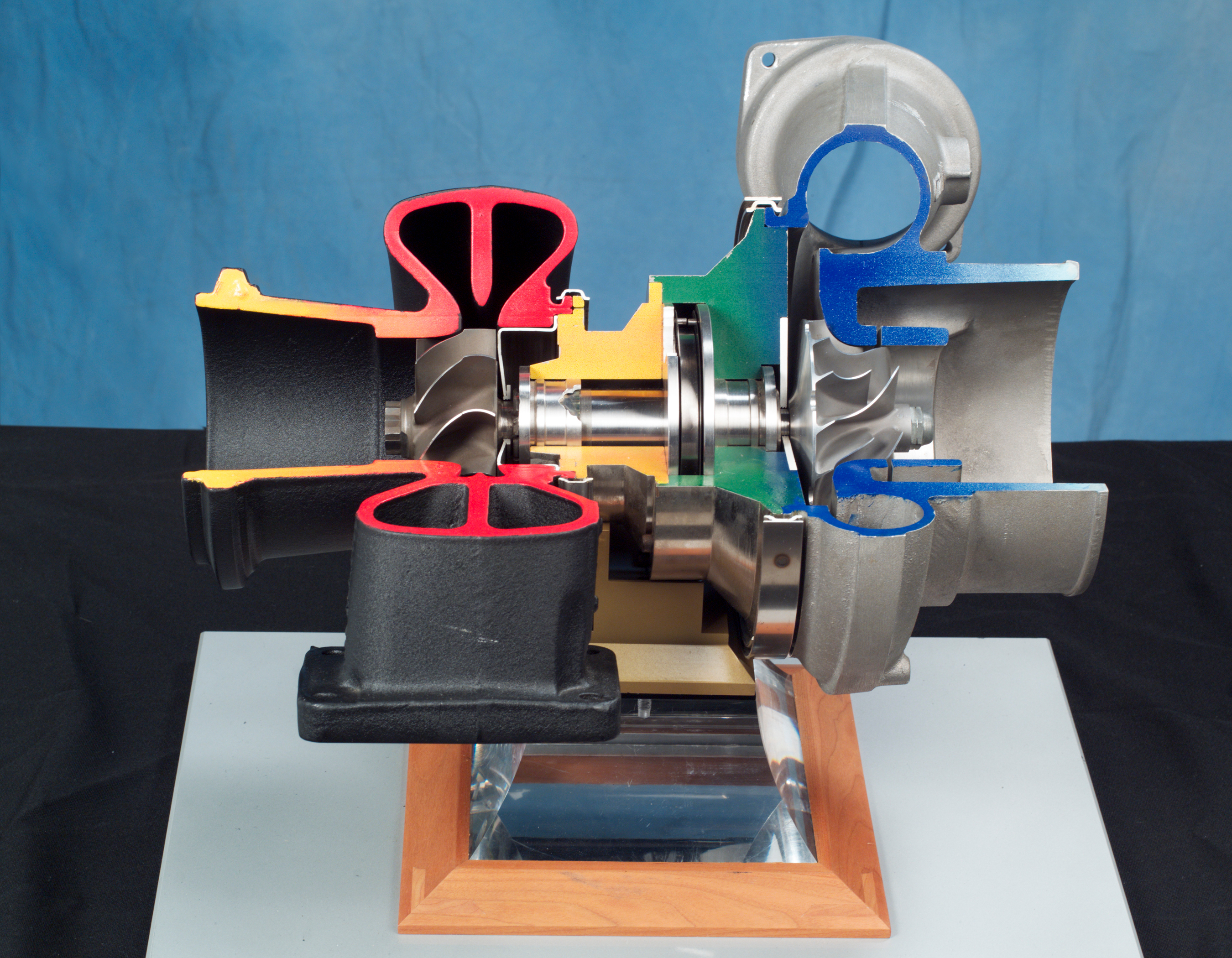
Przekrój przykładowego mechanizmu doładowania. (Z lewej strony widać sekcję z turbiną, z prawej – sprężarkę).

Doładowanie silnika spalinowego – proces doprowadzania do silnika większej ilości czynnika roboczego (powietrza lub mieszanki paliwowo-powietrznej) niż silnik zassałby swobodnie z otoczenia. Jest to realizowane poprzez zwiększenie ciśnienia (a tym samym jego gęstości i temperatury) czynnika na wlocie do silnika poprzez sprężarkę. Za pomocą odpowiednich układów sterujących pracą silnika i sprężarki, można wpłynąć również na zależność momentu obrotowego od obrotów silnika. Najczęstszą przyczyną stosowania układu doładowania jest wzrost wysilenia – przez co uzyskuje się silnik o mniejszej masie jednostkowej, mniejszy wymiarowo i łatwiejszy do zabudowania.
Układ doładowania składa się ze sprężarki, układu napędowego sprężarki, przewodów doprowadzających i odprowadzających powietrze, może także zawierać chłodnicę powietrza doładowującego, urządzenia pomiarowe i sterujące.

## Specyfika
- Silnik o zapłonie samoczynnym – w silniku tym dochodzi do samozapłonu wtryśniętej pod wysokim ciśnieniem dawki paliwa. Nie występuje tu problem składu stechiometrycznego – spalanie odbywa się przy dużym nadmiarze powietrza i – w warunkach prawidłowej regulacji silnika – spala się cała dawka paliwa. Generuje to dużą masę spalin, która swą energią napędza wirnik turbosprężarki. Duży nadmiar powietrza wpływa też korzystnie na temperaturę spalin, która nie jest bardzo wysoka, a przy większym przekryciu zaworów jeszcze bardziej się obniża[a]. Cechy te sprawiają, że układy doładowania silnika o zapłonie samoczynnym są łatwiejsze konstrukcyjnie i mając duże wydatki sprężonego powietrza przyczyniają się do redukcji zużycia paliwa (wzrost sprawności). Układ doładowania silnika z zapłonem samoczynnym może być też mechaniczny – sprężarką objętościową lub promieniową (przepływową). Zaletą tego rozwiązania jest szybsza reakcja na zmianę obciążenia silnika, jednak pobór mocy od wału silnika sprawia, że sprężarki tego typu jeśli są to pracują tylko na niskich mocach i obrotach silnika – przy większej mocy są odłączane na rzecz turbosprężarki (Twin-Charger).
- Silnik o zapłonie iskrowym – w silniku tym mieszanka paliwowo-powietrzna zapala się od świecy zapłonowej i aby ten zapłon miał miejsce, mieszanka musi być stechiometrycznie dobrana – mieszanki zbyt ubogie i zbyt bogate są niepalne. Konieczny jest zatem dodatkowy układ dozujący odpowiednią ilość powietrza, co komplikuje konstrukcję. W związku z brakiem nadmiaru powietrza masa spalin jest mniejsza, a ich temperatura wyższa. Utrudnia to konstrukcję turbosprężarki i układu regulującego. Wyższe ciśnienie i temperatura czynnika roboczego sprawia też większą podatność silnika na spalanie stukowe. Z tego powodu silniki iskrowe doładowane w ten sposób czasem wymagają paliwa o wyższej liczbie oktanowej, co zwiększa koszt wykonania pracy użytecznej przez silnik. Ponieważ z uwagi na groźbę spalania stukowego nie można podnieść stopnia sprężania doładowanego silnika iskrowego, to sam układ doładowania w dużo mniejszym stopniu wpływa tu na ogólną sprawność termodynamiczną silnika i tym samym ma mniejszy wpływ na ograniczenie zużycia paliwa. Z tego względu układy doładowania silnika iskrowego są dużo rzadziej spotykane niż w silnikach o zapłonie samoczynnym, wpływają przede wszystkim na wzrost wysilenia silnika (moc jednostkowa). Spotyka się tu też układy Twin-Charger jak w silnikach o zapłonie samoczynnym.

## Cel stosowania
Doładowanie stosuje się w celu podniesienia mocy silnika uzyskiwanej z jednostki pojemności skokowej silnika (zwiększenie wysilenia silnika), wzrostu Pe, a w szczególnym przypadku (silniki iskrowe) również wzrostu obrotów (średniej prędkości tłoka w cylindrze), zadanego ukształtowania przebiegu momentu obrotowego, optymalnego napełniania cylindrów, zmniejszenia jednostkowego zużycia paliwa. W silnikach lotniczych ma na celu ograniczenie spadku mocy w miarę wzrostu wysokości lotu i naturalnym spadku gęstości powietrza.

## Typy sprężarek w silnikach spalinowych
- turbosprężarka – napędzana energią spalin.

Wykorzystanie energii spalin w turbosprężarce poprawia sprawność silnika, gdyż wzrost oporów wydechu jest pomijalnie mały, a sama turbosprężarka do napędu nie pobiera mechanicznie mocy od wału silnika. Warto zauważyć, że im większą moc generuje silnik, tym bardziej sprawność ta rośnie.
- sprężarka mechaniczna
  - sprężarka śrubowa
  - sprężarka z wirującymi tłokami
  - sprężarka spiralna, w tym także sprężarka typu G,

Sprężarka mechaniczna wykazuje korzystne cechy w zakresie napełniania silnika przy niskich prędkościach obrotowych silnika i małych mocach. W miarę wzrostu mocy silnika rośnie też moc pobierana z wału przez samą sprężarkę, co konsumuje znaczną część zysków jakie daje układ doładowania. Z tego powodu zaczęto stosować układy złożone BiTurbo, co jednak pociąga za sobą wzrost skomplikowania konstrukcji i podnosi cenę.
- sprężarka typu Comprex.

## Zakres stosowania
Doładowanie silników spalinowych stosowane jest powszechnie w silnikach samochodów osobowych i ciężarowych, silnikach lotniczych, kolejowych oraz okrętowych, głównie w silnikach wysokoprężnych, rzadziej w silnikach o zapłonie iskrowym.

## Układy złożone
Poza sytuacjami zastosowania pojedynczej turbosprężarki lub sprężarki mechanicznej niektóre silniki mają rozbudowane systemy doładowania. Można tu rozróżnić:
- doładowanie dwustopniowe (dwie sprężarki lub turbosprężarki połączone obiegiem szeregowo sprężają powietrze lub ładunek do silnika) – celem wzrostu ciśnienia doładowania. Często między stopniami jest chłodnica powietrza doładowującego schładzająca powietrze nagrzane podczas sprężania
- doładowanie dwusystemowe (jeden stopień to doładowanie turbosprężarką, drugi stopień to doładowanie sprężarką mechaniczną) – często spotykane w silnikach lotniczych samolotów z II wojny światowej (np. R-2800), a obecnie w niektórych silnikach kolejowych, zaawansowanych silnikach samochodowych (TSI)
- doładowanie dwubiegowe (w silnikach lotniczych np. RR Merlin z II wojny światowej bieg sprężarki mechanicznej zależny od pułapu, przy wyższym pułapie załączał się drugi bieg o zwiększonej wydajności, celem ograniczenia spadku mocy).